# Vie
Pour les articles homonymes, voir Vie (homonymie).
La vie est un phénomène naturel qui se manifeste à travers des structures matérielles appelées organismes vivants ou êtres vivants, caractérisées par leur activité autonome, leur capacité de reproduction et une grande complexité de leur structure interne[source détournée]. La vie n'a été observée que sur Terre, mais il est considéré comme crédible qu'elle existe ailleurs dans l'Univers.
La principale caractéristique d’un être vivant, par rapport aux objets inanimés et aux machines, est qu’il est « un corps qui forme lui-même sa propre substance » à partir de celle qu’il puise dans le milieu. De ce phénomène d'assimilation découlent tous les autres phénomènes propres au vivant : la régénération et le renouvellement de leurs tissus par acquisition de nutriments et d'éléments nécessaires à la survie des cellules, la reproduction et le développement de l’organisme et enfin l'évolution au cours du temps. Ils se distinguent également par le fait qu'ils s'écartent durablement de l'équilibre thermodynamique selon un processus appelé homéostasie.
L'ensemble des organismes vivants forme la biosphère. La présence de la vie sur Terre influence énormément la composition et la structure de la surface terrestre et de l'atmosphère. Par exemple, l'abondance d'oxygène dans l'atmosphère est directement liée à la présence de vie. L'étude du phénomène vivant recoupe donc certains domaines d'études de la Terre elle-même, c'est-à-dire de la géologie.
La vie est aussi une notion empirique particulièrement importante pour les êtres humains (eux-mêmes des êtres vivants), cependant complexe à circonscrire en une définition (cf. définition infra). On oppose au phénomène vivant la notion de mort, mais aussi de matière inerte, voire brute. Selon ce point de vue, la notion de vie est associée à la durée s'écoulant entre la naissance et la mort, au contenu événementiel actif et passif de cette période, ainsi qu'à l'approche harmonieuse des relations humaines (voir Social).
La conscience d'une transition entre la vie et la mort, exprimée au travers de rites funéraires, fait partie des stades marquants de l'hominisation. La vie, parmi les concepts primordiaux de la pensée, a donné lieu à de nombreuses réflexions et analyses empiriques, philosophiques, scientifiques, etc. C'est également une source de débats souvent reliés aux notions d'esprit et d'intelligence, qu'il s'agisse de considérations éthiques (avortement, euthanasie, immortalité, vie éternelle), environnementales (écologisme, qualité de vie) ou même politiques (chartes ou déclarations des droits de l'Homme, des droits de la Femme, des droits de l'Enfant, des droits de l'Animal, etc.).
La biologie est la science ayant pour objet l'étude des caractères communs aux différents êtres vivants (selon la définition qu'en a donné, le premier, Jean-Baptiste de Lamarck). Elle s'appuie notamment sur la chimie organique et l'étude de l'évolution des organismes présents ou passés, s'interrogeant sur les conditions d'apparition de la vie (phénomène unique ou au contraire très banal) et sur la possibilité de vie extraterrestre éventuellement évoluée (implicitement des organismes sapiens émotionnellement sensibles, capables de prouesses technologiques comparables à l'humanité).
Certains théoriciens n'excluent pas d'adopter des définitions pouvant inclure des formes mécaniques ou électromécaniques, et même des formes créées par l'homme en dehors de tout processus reproductif naturel (« vie artificielle » ou cellule artificielle).

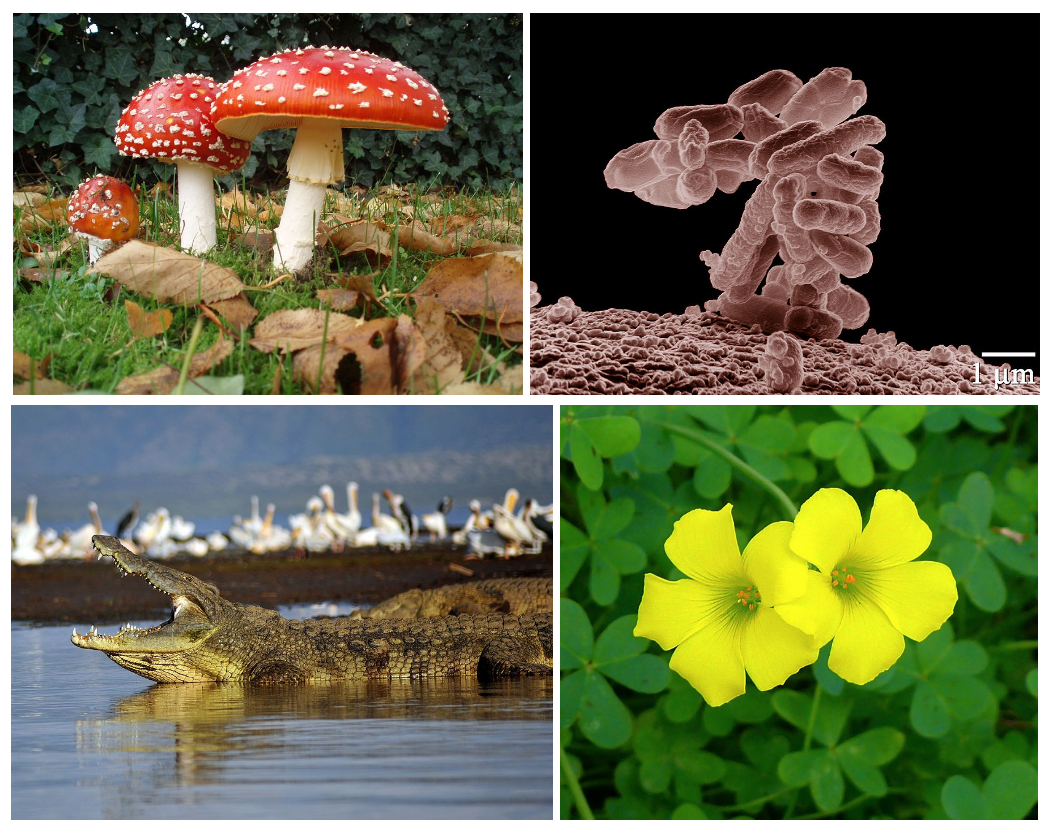
Différentes formes de vie.

## Description

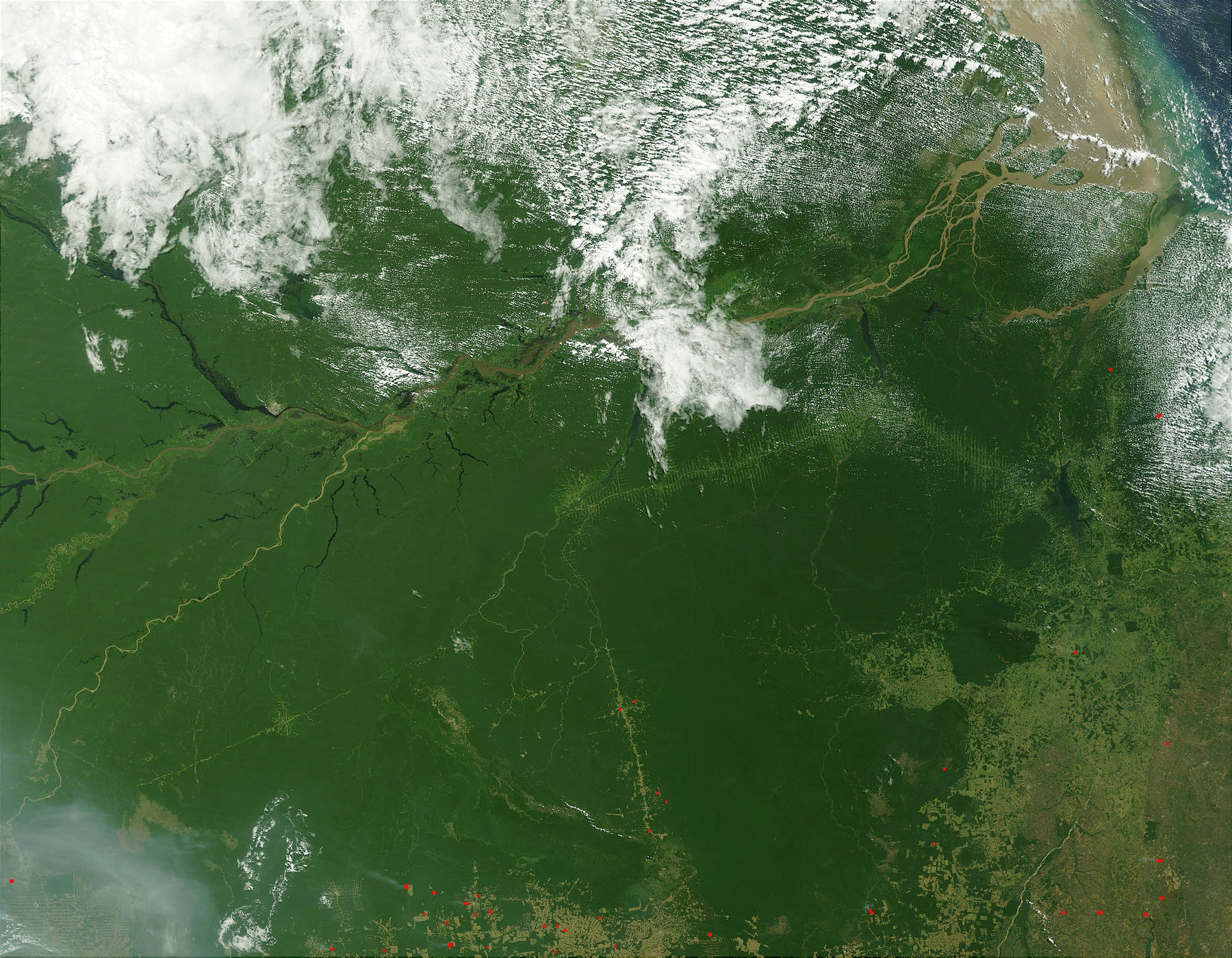
La couleur verte en certains endroits de la surface terrestre est l'une des principales manifestations de la présence de vie visible même depuis l'espace.

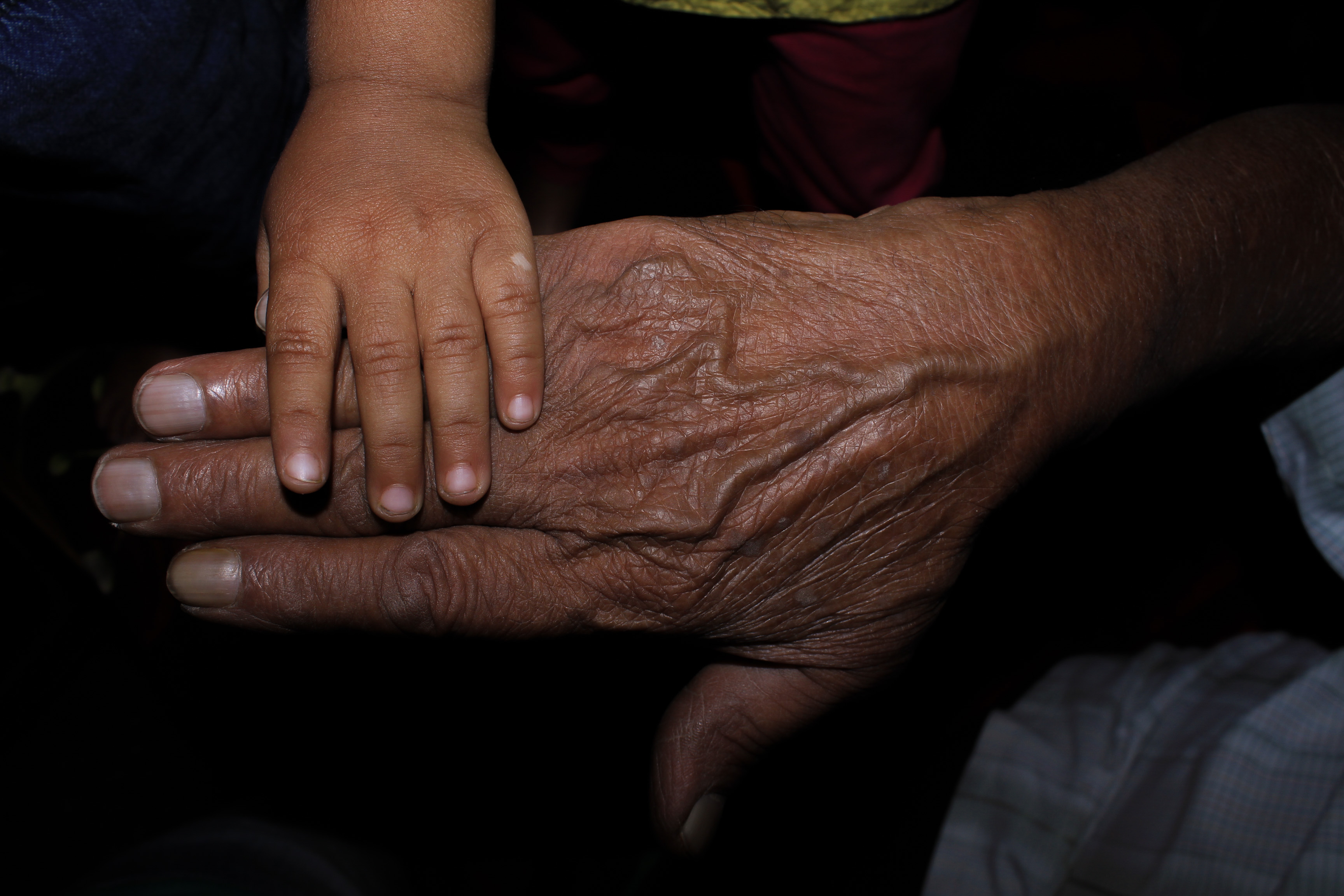
La vie, jeunesse et vieillesse.

Les formes de vie observées sur Terre sont d'aspect, de structure et de taille extrêmement diverses, mais ont tout de même en commun une organisation dite cellulaire ainsi qu'un répertoire commun de réactions chimiques impliquant de longues molécules à forte teneur en carbone, telles que l'ADN, l'ARN, les protéines et les acides aminés. Parmi ces molécules, l'ADN joue un rôle essentiel dans la mesure où il encode l'information caractéristique de la plupart des formes de vie (l'ARN joue un rôle équivalent pour de rares organismes). Cette information est codée en séquences indivisibles appelés gènes. Un autre point commun consiste dans la présence indispensable d'eau liquide pour le maintien en vie des organismes. L'eau est présente au sein des cellules ainsi que dans le milieu intercellulaire pour les organismes multicellulaires. Elle semble jouer notamment un rôle de solvant pour la plupart des réactions nécessaires à l'homéostasie.
Les formes de vies peuvent être classées selon une démarche scientifique appelée taxonomie, et dont le plus haut niveau de classification comporte six règnes : archéen, bactérien, protiste, champignon, plante et animal, ces deux derniers étant les règnes les plus visibles aux échelles macroscopiques. La classification taxonomique est accompagnée et le plus souvent confirmée par une étude génétique comparative inférant leur lignée reproductive selon une démarche dite phylogénétique.

## Nature et sens de la vie
La question du sens de la vie se présente comme, de facto, polysémique :
- Téléologique et religieuse : Où va-t-elle, quelle en est la finalité ?
- Physique : De quoi s'agit-il ?
- Sémiologique : Que signifie-t-elle ?
- Axiologique : Que vaut-elle ?
- Ontologique : D'où vient-elle ?
- Phénoménologique : Quelle est son essence ?

### Religion
Chaque religion donne sa propre analyse du sens de la vie, selon les convictions.
Dans les religions du Livre (judaïsme, christianisme et islam), la vie est le fruit de la création divine. Le livre de la Genèse contient le récit de la Création. Dans les Dix commandements, il est écrit qu'il est interdit de tuer. Le décalogue est en quelque sorte un code de vie pour les Israélites et, dans un certain sens, pour les chrétiens également.
Les chrétiens croient en la résurrection de Jésus, qui scelle la victoire de la vie sur la mort. C'est pourquoi le christianisme insiste sur le caractère inaliénable de la vie. Dans le Nouveau Testament, Jésus dit « Je suis le chemin, la vérité et la vie. » (Jn 14, 6). L'Esprit Saint est appelé « souffle de vie ». La vie surnaturelle trouve sa source dans l'union hypostatique de Dieu. Le Magistère de l'Église catholique a adressé les encycliques Evangelium vitæ et Humanæ vitæ, sur le droit à la vie et le respect fondamental qui lui est dû. Ces textes sont le fondement de la doctrine catholique sur l'avortement.

### Physique
La question de la nature du phénomène vivant a longtemps intrigué les physiciens dans la mesure où la vie semble, du moins en apparence, être contraire au deuxième principe de la thermodynamique. Le sujet n'a été abordé sérieusement que récemment cependant, les premiers ouvrages entièrement consacrés au sujet pouvant être tracés au début du vingtième siècle :
- en 1920, William James Sidis publie L'Animé et l'Inanimé, qui présente une théorie thermodynamique de la vie ;
- en 1944, Erwin Schrödinger publie un livre sur le sujet : Qu'est-ce que la vie ? En substance, l'explication développée par Schrödinger consiste à rappeler qu'un système vivant n'est pas un système isolé et que donc s'il parvient à réduire ou maintenir constante son entropie, c'est parce qu'il exporte de l'entropie vers son environnement (typiquement, un organisme vivant produit des déchets par exemple). L'explication de Sidis est plus radicale : il postule la validité aussi bien de la seconde loi de la thermodynamique que de son inverse[réf. nécessaire] : la prépondérance de l'une ou de l'autre n'étant que locale, et la vie est l'occurrence ponctuelle de la loi contraire au sein d'une tendance locale.

Le sujet reste largement ouvert cependant,, dans la mesure où sa résolution complète requiert une meilleure compréhension des mécanismes vivants fondamentaux, mais aussi parce que certains développements scientifiques récents, notamment en cosmologie et en informatique (par exemple, avec des modèles de vie artificielle) soulèvent de nouvelles questions concernant des formes de vie inconnues ou supputées.
Il arrive aussi que les physiciens, et en particulier les cosmologistes, s'interrogent sur l'aspect téléologique du phénomène vivant, notamment lorsqu'ils sont amenés à statuer sur la possibilité d'une présence de vie extra-terrestre, dont l'actuelle non-observation amène à s'interroger sur l'importance et la place de la Vie dans l'Univers, et en particulier des formes de vie intelligentes. La vie ayant une tendance idiosyncratique à se propager, la question se pose de savoir si à terme, elle se propagera à travers la galaxie et si une telle propagation requiert une forme d'intelligence. Si une telle propagation est inévitable, il reste à savoir pourquoi elle n'a pas déjà eu lieu, problème qui constitue le paradoxe de Fermi. Par ailleurs, selon le principe anthropique, l'existence même du phénomène vivant a des conséquences directes concernant les lois physiques.

### Philosophie

#### Idéalisme et matérialisme

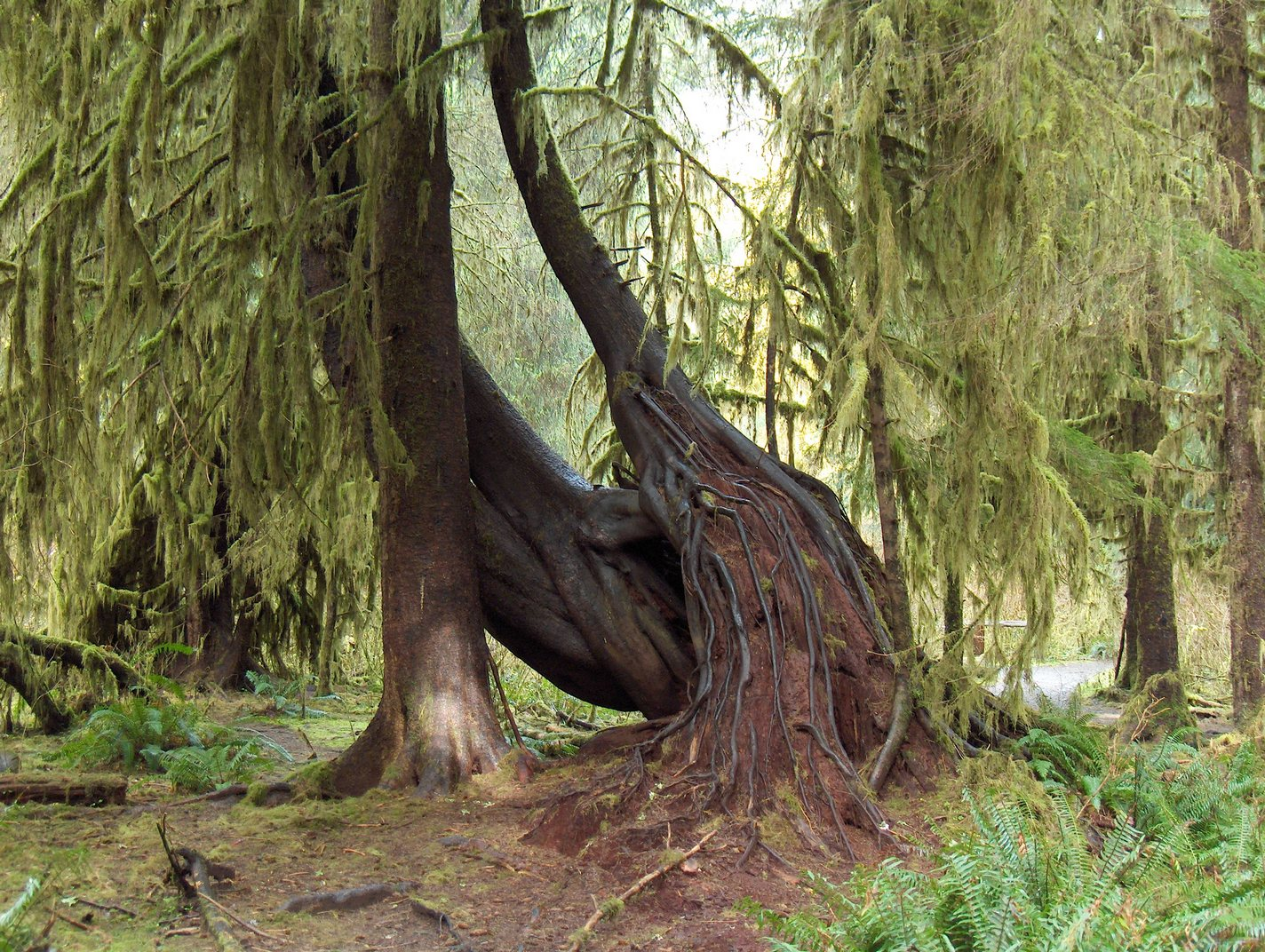
Plante vivante.

Deux grands groupes de définitions sont discutés depuis les débuts de la philosophie : les conceptions idéalistes qui s’appuient sur une séparation plus ou moins nette entre la matière et la vie (cf. la définition phénoménologique, ci-après) et les conceptions matérialistes qui supposent la vie comme une des manifestations émergentes de la matière.
Historiquement, il existe deux thèses, sans qu'il soit possible de déterminer si l'une est antérieure à l'autre, d'autant qu'elles peuvent faire l'objet de synthèses variées, les deux thèses cohabitant à des degrés divers au sein de théories plus sophistiquées. Elles sont trouvées dans la pensée grecque antique.
Selon les thèses dites dualistes, la vie est conçue comme fondamentalement différente de la matière : il y a du vivant (spirituel) et de l'inerte (matériel et énergie) comme il y a du fer et de l'eau. La seule difficulté, c'est de « purifier » et « d'isoler » (au sens quasiment chimique) le vivant de l'inerte, séparation d'autant plus difficile qu'elle est, par définition, inaccessible aux méthodes exclusivement matérielles. Ces thèses font appel à des notions diverses : l’âme, le souffle vital, l’élan vital, etc. Cette séparation a donné lieu à diverses théories, comme celle de la génération spontanée, encore vivaces au temps de Louis Pasteur.
Selon les thèses monistes, au contraire, la vie est une manifestation de la matière, une propriété émergente qui apparaît spontanément dans certaines conditions. Il est alors possible de faire varier la définition de la vie selon les conditions que les individus considèrent comme caractéristiques, ce qui introduit des marges de faux débats (les contradicteurs croyant discuter sur le concept de vie alors que, en adoptant des critères différents, ils s'interdisent a priori tout accord) même si en pratique seuls les objets en marge sont sujets à discussion (les microbes, les virus, les prions, le feu, etc.). La pensée scientifique moderne relève de ce type de thèse, en particulier à la suite des expériences de Pasteur sur la stérilisation : tant qu'il n'a pas été démontré la nécessité de postuler une dualité, il convient de s'en tenir à l'hypothèse moniste. Même si les étapes de l’apparition de la vie, ou de l'organisation des êtres vivants, restent à expliquer, les lois chimiques connues sont pour l'instant suffisantes.
Les recherches sur les conditions matérielles originelles de notre planète, avec l’espoir de parvenir à croiser ces informations avec celles existant sur d’autres planètes, nous donneront peut-être un jour un ou des scénarios convaincants du passage de la matière inerte à la vie.

#### Définition par Kant
Le philosophe allemand Emmanuel Kant a discuté la différence entre les êtres vivants et les machines dans un passage célèbre :

« Dans une montre une partie est l’instrument du mouvement des autres, mais un rouage n’est pas la cause efficiente de la production d’un autre rouage ; certes une partie existe pour une autre, mais ce n’est pas par cette autre partie qu’elle existe. C’est pourquoi la cause productrice de celles-ci et de leur forme n’est pas contenue dans la nature (de cette matière), mais en dehors d’elle dans un être, qui d’après des Idées peut réaliser un tout possible par sa causalité. C’est pourquoi aussi dans une montre un rouage ne peut en produire un autre et encore moins une montre d’autres montres, en sorte qu’à cet effet, elle utiliserait (elle organiserait) d’autres matières ; c’est pourquoi elle ne remplace pas d’elle-même les parties qui lui ont été ôtées, ni ne corrige leurs défauts dans la première formation par l’intervention des autres parties, ou se répare elle-même, lorsqu’elle est déréglée : or tout cela nous pouvons en revanche l’attendre de la nature organisée. – Ainsi un être organisé n’est pas simplement machine, car la machine possède uniquement une force motrice ; mais l’être organisé possède en soi une force formatrice, qu’il communique aux matériaux, qui ne la possèdent pas (il les organise) : il s’agit ainsi d’une force formatrice qui se propage et qui ne peut pas être expliquée par la seule faculté de mouvoir (le mécanisme).
On dit trop peu de la nature et de sa faculté dans les produits organisés quand on la nomme un analogon de l’art ; on imagine en effet alors l’artiste (un être raisonnable) en dehors d’elle. Elle s’organise plutôt elle-même et cela dans chaque espèce de ses produits organisés selon un même modèle dans l’ensemble, avec toutefois les modifications convenables, qui sont exigées par la conservation (de l’organisation) selon les circonstances. »

— Emmanuel Kant, Critique du jugement, 1790, §65
Kant, qui à son époque ignore tout de la nature de la « force formatrice » que possèdent les êtres vivants, ne semble pas en faire une propriété surnaturelle, mais bien le produit de la nature qui « s’organise elle-même ».

#### Définition phénoménologique
Le philosophe Michel Henry définit la vie d'un point de vue phénoménologique comme ce qui possède la faculté et le pouvoir « de se sentir et de s'éprouver soi-même en chaque point de son être ». Pour lui, la vie est essentiellement de l'ordre de la force subjective et de l'affectivité, elle consiste en une pure expérience subjective de soi qui oscille en permanence entre la souffrance et la joie,. Une « force subjective » n’est pas une force impersonnelle, aveugle et insensible comme le sont les forces objectives rencontrées dans la nature, mais une force vivante et sensible éprouvée de l’intérieur et résultant d’un désir subjectif et d’un effort subjectif de la volonté pour le satisfaire,. À partir de cette approche phénoménologique de la vie, Michel Henry établit une opposition radicale entre la chair vivante douée de sensibilité et le corps matériel, qui est par principe insensible, dans son livre Incarnation, une philosophie de la chair.

## Approche scientifique (biologie)

### Définitions
Claude Bernard, dans la première des Leçons sur les phénomènes de la vie communs aux animaux et aux végétaux (1878), déclare explicitement que l'on n'a pas à se soucier de la notion de vie, car la biologie doit être une science expérimentale et n'a donc pas à donner une définition de la vie ; ce serait là une définition a priori et « la méthode qui consiste à définir et à tout déduire d'une définition peut convenir aux sciences de l'esprit, mais elle est contraire à l'esprit même des sciences expérimentales ». En conséquence, « il suffit que l'on s'entende sur le mot vie pour l'employer » et « il est illusoire et chimérique, contraire à l'esprit même de la science, d'en chercher une définition absolue ».
C'est apparemment à cette conception que la biologie est restée fidèle, puisqu'elle continue à ignorer la notion de vie et à la remplacer par l'analyse d'objets que le sens commun lui désigne comme vivants. Ainsi, le problème de la spécificité du vivant par rapport aux objets inanimés et aux machines n'est pas encore réglé par la biologie moderne, dont l'objet reste délimité de manière à la fois empirique et conventionnelle. Ce problème est seulement occulté de diverses manières, qui toutes tendent à ramener, faute de mieux, la conception de Descartes de l'être vivant comme plus ou moins semblable à une machine très complexe.
Toute définition doit tenir compte de la notion de niveaux d'organisation structurels, d'émergence, d'homéostasie, d'entropie (thermodynamique) et de métabolisme pour éviter de se retrouver dans une « zone grise ». Les définitions suivantes semblent limiter ces zones grises :
- selon la NASA[27], est vivant tout système délimité sur le plan spatial par une membrane semi-perméable de sa propre fabrication et capable de s'auto-entretenir, ainsi que de se reproduire en fabriquant ses propres constituants à partir d'énergie ou d'éléments extérieurs ;
- la vie est un état organisé et homéostatique de la matière[28] capable de changements qualitatifs rendant l'évolution possible[29] ;
- mode d’organisation de la matière générant des formes diverses, de complexités variables, en interaction et ayant comme propriété principale de se reproduire presque à l’identique en utilisant les matériaux et l'énergie disponibles dans leur environnement, auquel elles peuvent s’adapter et qu'elles contribuent à modifier. L'expression presque à l’identique réfère aux mutations qui apparaissent lors de la réplication de l'organisme et qui peuvent conférer un avantage adaptatif à celui-ci.

#### Autres définitions
Pour Francisco Varela et Humberto Maturana, une entité est vivante si elle peut se reproduire elle-même, si elle est basée sur l'eau, si elle produit des lipides et des protéines, si son métabolisme est basé sur le carbone, si elle se réplique grâce à des acides nucléiques et si elle possède un système permettant de « lire » des protéines[réf. nécessaire]. Cette définition a été largement utilisée par Lynn Margulis.
« Un système de rétrocontrôles négatifs inférieurs subordonnés à un rétrocontrôle positif supérieur. ».
Dans L'aventure du vivant, le biologiste Joël de Rosnay énumère trois propriétés fondamentales :
- l'auto conservation (qui est la capacité des organismes à se maintenir en vie par l'assimilation, la nutrition, les réactions énergétiques de fermentation et de respiration) ;
- l'auto reproduction (leur possibilité de propager la vie) ;
- l'autorégulation (les fonctions de coordination, de synchronisation et de contrôle des réactions d'ensemble).

Il faut ajouter à ces trois propriétés la capacité des êtres vivants à évoluer.
Pour Steven A. Benner (en), pionnier de la biologie de synthèse, pour qu’un système moléculaire puisse être dit vivant, il faut qu'il remplisse cinq critères :
- capacité à renfermer de l’information ;
- capacité à transférer cette information à un autre système moléculaire ;
- capacité à faire quelque chose de cette information, qui puisse être retenu par la sélection naturelle ;
- capacité à évoluer ;
- autosuffisance, c'est-à-dire capacité à trouver des ressources pour survivre et se reproduire.

### Propriétés
L’organisme vivant est l’objet d’un processus de développement, la vie, qui le conduit en général par étapes d’un état « embryonnaire » à l’adulte et à la mort, de manière individuelle ou coloniale, libre ou fixée, tout ou partie de sa vie.
La graine, la spore, le spermatozoïde ou l’ovule sont aussi des formes du vivant, bien qu’ils n’aient en eux-mêmes ni la forme ni les caractéristiques des êtres vivants qu’ils vont devenir, hormis le code génétique. Il est ainsi difficile d’isoler totalement la vie d’un individu de la lignée à laquelle il appartient et de la biosphère. Le vivant naît du vivant : nous ne connaissons pas de vivant émergeant de l'inerte, ce qui rend difficile la reconstitution des étapes prébiotiques.

#### Activités caractéristiques

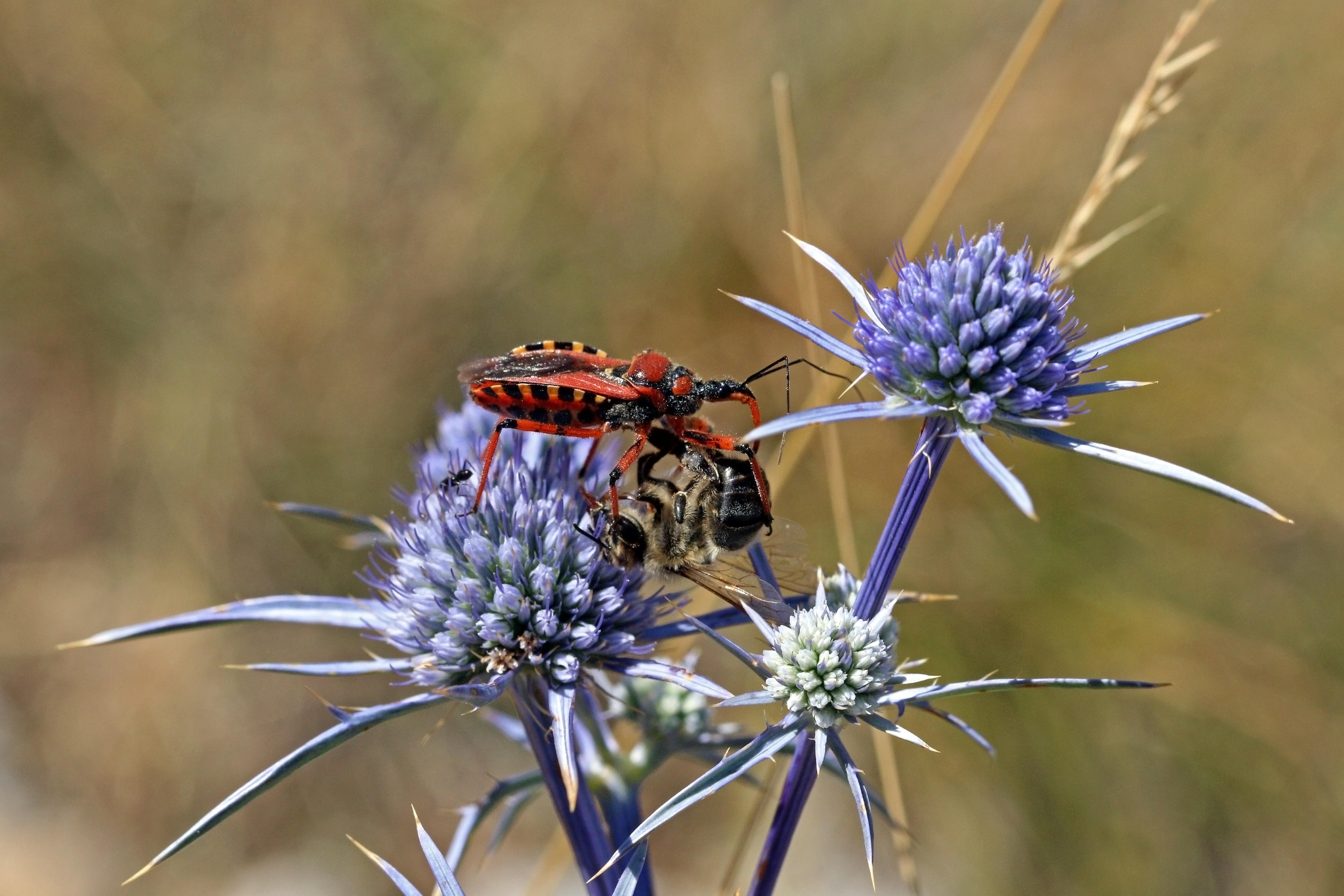
Rhynocoris iracundus (de la famille des Reduviidae) attrapant un insecte Apis (genre) sur un Panicaut en Macédoine du Nord. Aout 2017.

En biologie, une entité est traditionnellement considérée comme vivante si elle présente les activités suivantes, au moins une fois durant son existence :
1. Développement ou croissance : l’entité grandit ou mûrit jusqu’au moment où elle devient capable de se reproduire ;
2. Métabolisme : consommation, transformation et stockage d'énergie ou de masse ; croissance en absorbant de l’énergie ou des nutriments présents dans son environnement ou en réorganisant sa masse, par production d’énergie, de travail et rejet de déchets ;
3. Mobilité externe (locomotion) ou interne (circulation) ;
4. Reproduction : pouvoir créer de façon autonome d'autres entités similaires à soi-même.
5. Réponse à des stimuli : pouvoir détecter des propriétés de son environnement et d'agir de façon adaptée.

Discussion sur ces critères :

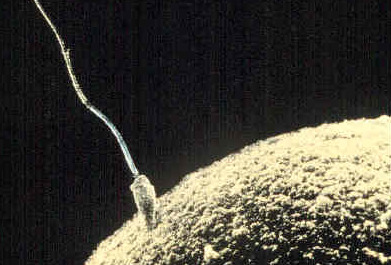
Un spermatozoïde rencontrant un ovule.

- ils ne sont pas tous satisfaits en même temps pour un individu particulier : il faut parfois considérer la lignée ou l’espèce pour qu’ils coexistent (les hybrides stériles sont des êtres vivants) ;
- en isoler un ou deux peut conduire à des conclusions erronées : le feu (combustion) assimilable à une digestion, car ce sont deux processus d’oxydation, ne transforme pas le feu en être vivant ;
- parfois, un critère manque : les virus ne grandissent pas et n'ont pas d'activité métabolique, mais certains les considèrent comme vivants puisqu’ils peuvent contenir de l’ADN et être munis de mécanismes (transcription d’ADN en ARN) provoquant leur reproduction dans les cellules hôtes ;
- d’autres fois encore, c’est une seule propriété qui est présente et qui se transmet à d’autres entités, comme un mime de la fonction de reproduction (le prion est une protéine, conformée en miroir par rapport à la protéine normale, qui transmet sa propriété pathogène aux autres protéines), etc.

D’où le besoin, éprouvé par les biologistes, de compléter ces caractéristiques pour réduire ces ambiguïtés.

#### Structures et chimie caractéristique
Les organismes vivants comportent au moins une cellule ; c’est-à-dire une membrane fermée séparant du milieu extérieur un milieu intérieur, lequel contient le métabolisme et éventuellement le matériel génétique (les hématies de la plupart des mammifères sont dépourvus de génome). Ces structures cellulaires se composent de molécules complexes telles que : des glucides, des lipides, des acides aminés, et des acides nucléiques. Ces molécules complexes ou monomères se polymérisent et s'assemblent afin de former toutes les structures utiles à la cellule. Ces monomères sont en grande partie constitués à base de carbone, toutefois, cela peut être perçu comme une vision biaisée des organismes vivants parce que « carbocentrique ». Des formes de vie « pourraient » en théorie être fondées sur le silicium, mais celui-ci ne présente pas la même réactivité que le carbone en conditions expérimentales semblables.
Particularismes :
- une caractéristique propre aux molécules carbonées chirales : pour toute structure donnée existe une molécule « miroir ». Or actuellement le vivant, tel que le phénomène existe sur Terre, ne présente quasiment que des acides aminés de forme L et des osides de forme D ; et anecdotiquement quelques rares bactéries utilisent ponctuellement dans leur structure ou dans leur métabolisme la forme « exotique » d'un acide aminé ou d'un oside ;
- un organisme vivant est un ensemble organisé de matière qui tend à maintenir l'état homéostatique par une utilisation concertée d'énergie. Selon la source d'énergie utilisée, on distingue deux classes d'autotrophie : les chimiotrophes tirant leur énergie du potentiel de réaction de certaines molécules et les phototrophes tirant leur énergie de la lumière solaire.

#### Formes frontières
Il existe des entités proches des organismes vivants, qui ne sont toutefois pas considérées comme telles. Cependant, ces entités partagent avec les organismes vivants la capacité de se répliquer, c'est-à-dire de susciter de la part de leur environnement la production de copies d'elles-mêmes (formulation de David Deutsch) : ce sont des réplicateurs.

##### Réplicateurs biologiques non viraux
Du fait d'une absence de métabolisme, les prions ne sont pas considérés comme vivants, même s'ils ont indéniablement une activité biologique réplicative. Ces protéines dans leur forme active sont en effet capables de modifier la conformation tertiaire voire quaternaire d'autres prions. Dans certaines pathologies, c'est une forme maligne qui répand sa conformation, induisant des désordres métaboliques pouvant déboucher sur des syndromes parfois létaux comme l'encéphalopathie spongiforme bovine ou « maladie de la vache folle ».
On rencontre aussi des polymères nucléotidiques indépendants dont le mode de réplication est très proche des virus, sans toutefois avoir recours à une capside ni aucun autre constituant. Du fait de ce fonctionnement, on les appelle « viroïdes » en référence aux virus.
Autre cas de nucléotides se répliquant de façon indépendante, les transposons sont des séquences ADN capable de se déplacer et se multiplier de manière autonome ou semi-autonome dans un génome, par un mécanisme appelé transposition (un mécanisme qui fait notamment intervenir un intermédiaire ADN).

##### Virus
Les virus sont une famille particulière de réplicateurs dont la forme matérielle libre, le virion, infecte systématiquement un hôte où il se désagrège et devient une forme dormante ou active du virus (forme active qui détournera tout ou partie de la machinerie hôte au bénéfice de sa réplication). La structure d'un virion peut varier d'un simple ou double brin ADN ou ARN englobé dans une capside (ex. : Rhinovirus) à des superstructures transportant même des éléments métaboliques actifs comme des enzymes, voire un habillage polyosidique complexe (ex. : Megavirus chilensis).

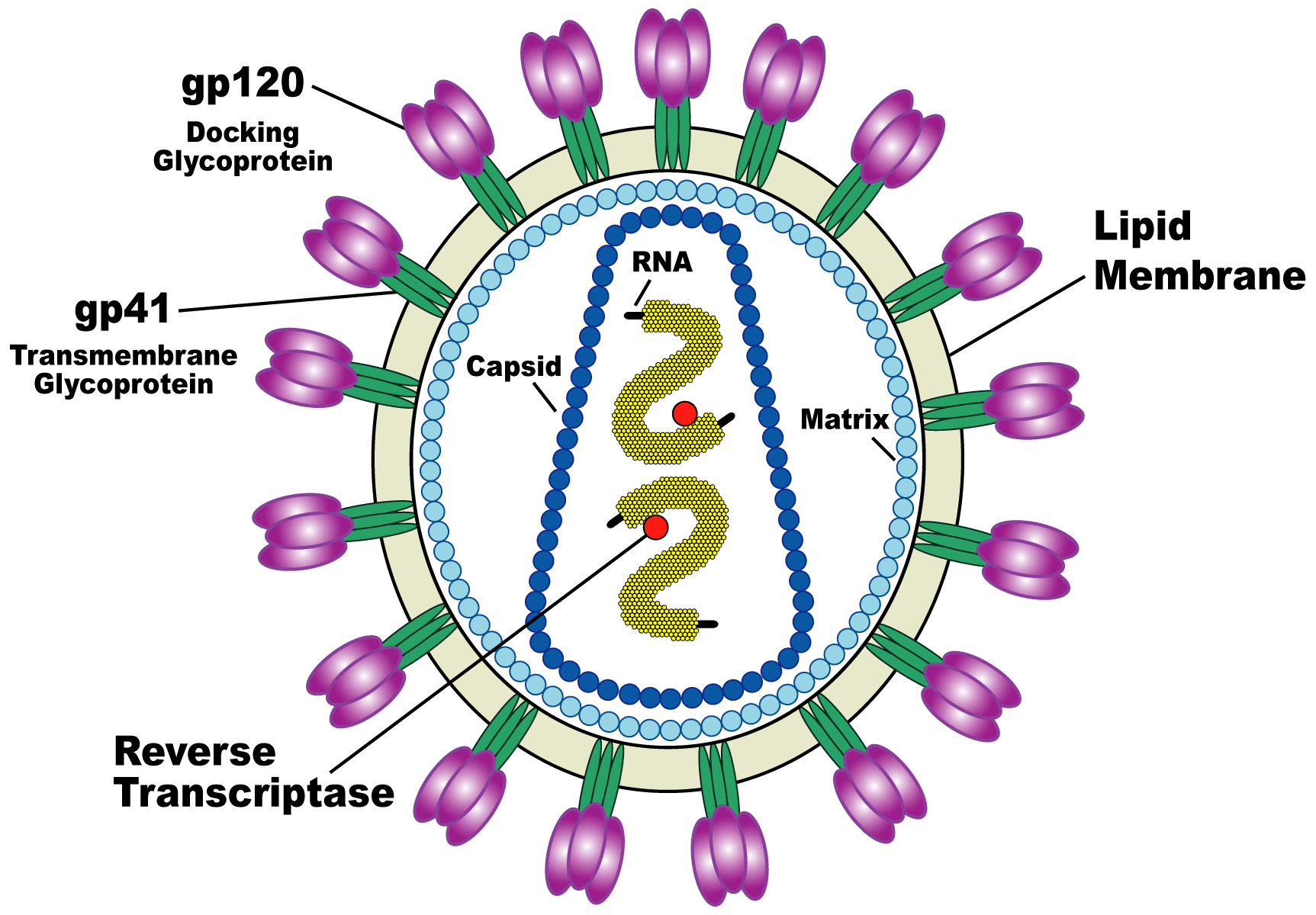
Schéma d'un virus enveloppé : le VIH.

La taille des virus est déterminante dans leur mode d'infection, et en même temps, elle est responsable de la découverte tardive (mimivirus en 2003, mamavirus en 2008) des virus géants, du fait de la définition virologique alors couramment utilisée. Cependant, les virus géants, tant dans leur mode d'infection par phagocytose que durant leur phase active, remettent en cause cette non-appartenance au phénomène vivant puisqu'ils présenteraient un complexe métabolique unique, l'« usine à virion », dont le fonctionnement semble très similaire à celui d'un noyau de cellule eucaryote[réf. souhaitée].

### Localisation
Actuellement, seule la biosphère terrienne s'offre à l'étude de la vie par l'Homme, mais le phénomène vivant s'avère particulièrement déroutant tant ses formes sont variées, complexes et finalement adaptables par générations successives. La biosphère s'étend des premiers kilomètres de croûte terrestre aux hautes couches stratosphériques. La majorité de la biomasse se concentre à l'interaction de la croûte terrestre et de l'hydrosphère ou le cas échéant de la troposphère (on connaît des formes de vie dans la roche profonde, dans le pétrole, des extrêmophiles, diverses formes de résistances à des contraintes comme le vide poussé, la radioactivité, de hautes pressions, des pH extrêmes, des températures extrêmes chaudes ou froides, la dessiccation…). Bien qu'en apparence la vie puisse sembler fragile, le phénomène vivant pris dans son ensemble depuis ses toutes premières traces terriennes connues (il y a environ quatre milliards d'années) fait en réalité la preuve d'une remarquable résilience.
On suppute que de la vie serait potentiellement présente ailleurs dans l'Univers, bien qu'aucun indice décisif ne soutienne cette supposition. 

### Origine
La vie n'est pas un phénomène épisodique, c'est-à-dire qu'elle ne se manifeste pas de façon clairement délimitée dans le temps, du moins pas pour la borne inférieure. En effet, la mort permet de définir une borne supérieure individuelle, mais le commencement de la vie est plus problématique : il est considéré que tout organisme vivant est le résultat de la reproduction d'un ou deux organismes antécesseurs, dit « progéniteurs ». 

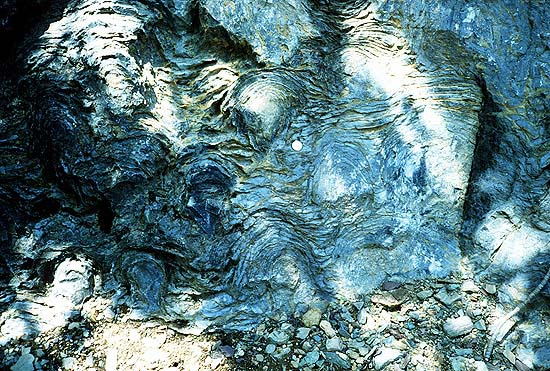
Stromatolithes du Précambrien, dans la. En 2002, William Schopf a affirmé que ces formations étaient âgées de 3,5 milliards d'années, elles seraient alors les plus anciennes traces de vie sur Terre.

L'hypothèse contraire, dite de génération spontanée, a été formulée pour la première fois par les anciens grecs, et est considérée comme erronée dans le sens où il est de nos jours considéré que tous les organismes vivants actuellement sur Terre sont le résultat de la reproduction de leurs progéniteurs, qui eux-mêmes furent le résultat de la reproduction de leurs progéniteurs, et ainsi de suite sur des échelles de temps géologique. Le dernier ancêtre commun universel est estimé avoir vécu il y a environ 3,5 milliards d'années.
Si les formes de vie suivent donc une chaîne de reproduction remontant très loin dans le passé, il est admis cependant qu'il a existé une période pendant laquelle aucune forme de vie n'était présente sur Terre. La transition entre cette période et celle où la vie existe constitue l'énigme scientifique dite de l'origine de la vie.
L'origine de la vie et les relations entre ses lignées majeures font l'objet de recherches incessantes, sans cesse bouleversées par de nouvelles découvertes scientifiques, en particulier en biologie moléculaire durant ces dernières décennies. Trois principaux règnes sont distingués, les procaryotes, les eucaryotes et les archaeas. Deux organites symbiotiques présents chez les eucaryotes, à savoir la mitochondrie et le chloroplaste, sont considérés comme le résultat de l'endosymbiose de bactéries.

### Classification
Afin de comprendre l'organisation, le fonctionnement et l'évolution du vivant, les organismes actuels et passés font l'objet d'un classement. Celui-ci repose sur l'histoire évolutive du monde vivant (sa phylogénie), qui est parfois représenté métaphoriquement par un « arbre de la vie ». Les tenants du cladisme assurent qu'un classement strictement holophylétique est l'approche la plus pertinente, car offrant le minimum de contestations possibles. Tous les groupes reconnus sont alors constitués d'un ancêtre commun et de tous ses descendants. À cela s'opposent les tenants de la systématique évolutionniste qui considèrent que l'exclusion de certains descendants ayant radicalement divergé du plan d'organisation originel permet d'obtenir des groupes plus homogènes et donc plus naturels.
Plusieurs modèles s'opposent quant à l'allure générale de l'arbre du vivant. Selon l'un d'eux, le vivant se divise en trois grandes lignées holophylétiques originelles appelées domaines : les archébactéries, les eubactéries et les eucaryotes. Selon un modèle alternatif, le vivant se divise en deux empires : les procaryotes et les eucaryotes, les seconds ayant évolué à partir des premiers, il y a seulement environ un milliard d'années.

### Vidéographie
- Thomas Lecuit, « Dynamiques du vivant », cours, Collège de France, 27 avril 2017 : leçon inaugurale